# Tupelo, Mississippi

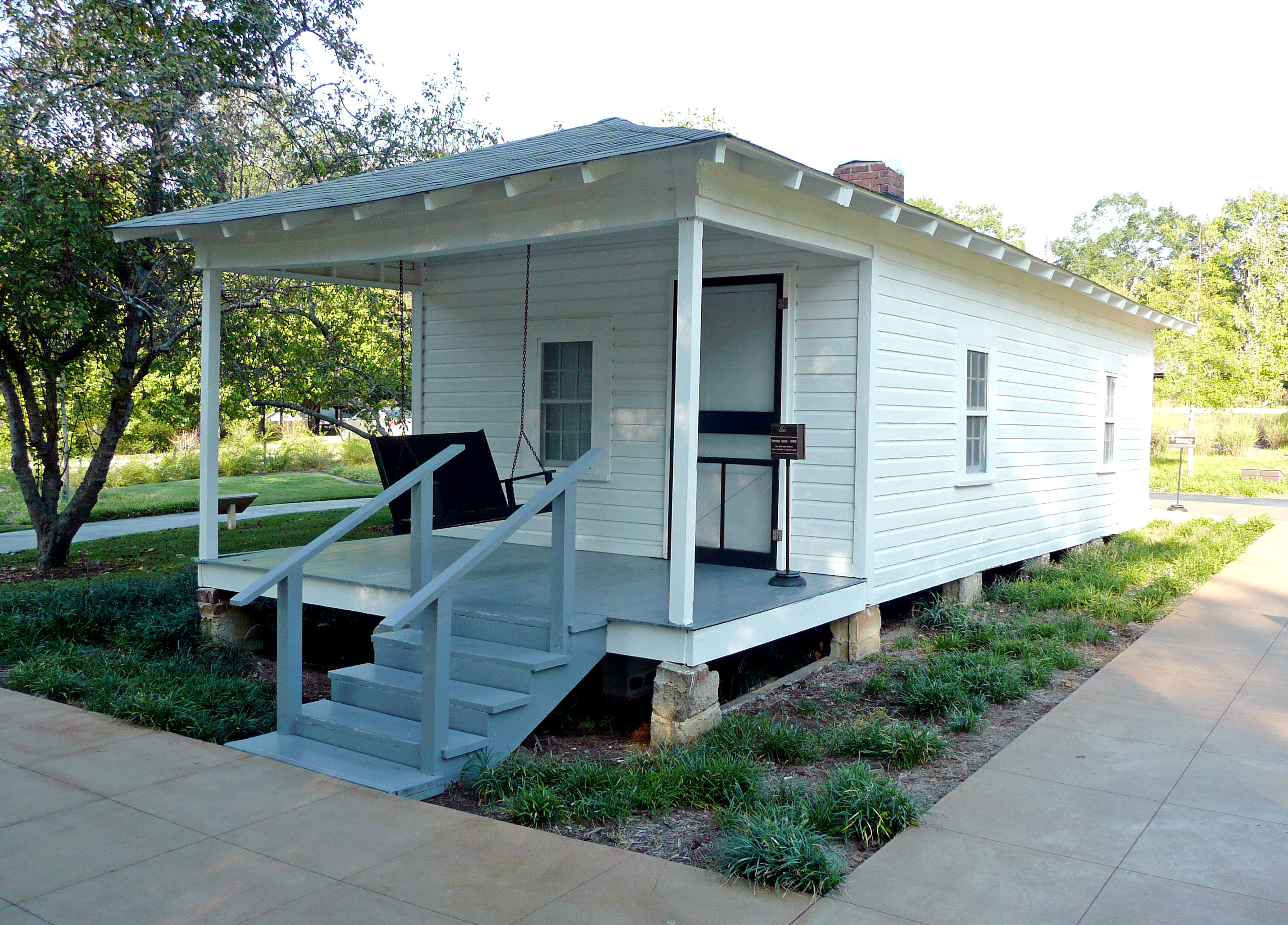
Elvis Presleys födelsehus.

Tupelo (engelskt uttal: [ˈtuːpəloʊ]) är en stad (city) i Lee County i delstaten Mississippi i USA. Staden hade 37 923 invånare, på en yta av 167,53 km² (2020). Tupelo är administrativ huvudort (county seat) i Lee County. Staden är belägen i delstatens nordöstra del, cirka 260 kilometer nordost om Jackson.
I Tupelo föddes världsstjärnan Elvis Presley, vars födelsehus har omvandlats till ett museum i sin egen park.